# Beloved Antichrist
Beloved Antichrist je šestnácté studiové album švédské symfonicmetalové hudební skupiny Therion. Vydáno bylo 9. února 2018 u vydavatelství Nuclear Blast. Jedná se o rockovou operu o sedmi kapitolách trvající tři a půl hodiny. Opera je založená na příběhu A Short Tale of the Antichrist od Vladimira Solovjova.

## Seznam skladeb
I. akt
1. Turn From Heaven
2. Where Will You Go?
3. Through Dust, Through Rain
4. Signs Are Here
5. Never Again
6. Bring Her Home
7. The Solid Black Beyond
8. The Crowning of Splendour
9. Morning Has Broken
10. Garden of Peace
11. Our Destiny
12. Anthem
13. The Palace Ball
14. Jewels from Afar
15. Hail Caesar!
16. What Is Wrong?
17. Nothing But My Name

II. akt
1. The Arrival of Apollonius
2. Pledging Loyalty
3. Night Reborn
4. Dagger of God
5. Temple of New Jerusalem
6. The Lions Roar
7. Bringing the Gospel
8. Laudate Dominum
9. Remaining Silent
10. Behold Antichrist
11. Cursed By the Fallen
12. Resurrection
13. To Where I Weep
14. Astral Sophia
15. Thy Will Be Done!

III. akt
1. Shoot Them Down!
2. Beneath the Starry Skies
3. Forgive Me
4. The Wasteland of My Heart
5. Burning the Palace
6. Prelude to War
7. Day of Wrath
8. Rise to War
9. Time Has Come/Final Battle
10. My Voyage Carries On
11. Striking Darkness
12. Seeds of Time
13. To Shine Forever
14. Theme of Antichrist